# 上贝廷根
上贝廷根是德国莱茵兰-普法尔茨州的一个市镇。总面积6.17平方公里，总人口718人，其中男性346人，女性372人（2011年12月31日），人口密度116人/平方公里。